# Lamprosema distentalis
Lamprosema distentalis là một loài bướm đêm trong họ Crambidae.